# Nikolaj Moeralov

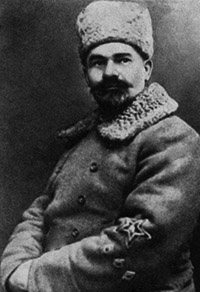
Nikolaj Moeralov

Nikolaj Ivanovitsj Moeralov (Russisch: Николай Иванович Муралов) (oblast Don Voisko (nu oblast Rostov 1877 – Moskou, 1 februari 1937) was een Russisch revolutionair, commandant van het Rode Leger en slachtoffer van Stalins Grote Zuivering.

## Leven
Moeralov werd geboren in het gebied van de Don Kozakken. Al in 1903 sloot hij zich aan bij de Bolsjewieken en in 1905 had hij een leidende rol tijden de Revolutie van 1905. Tijdens de Russische Revolutie (1917) leidde hij te Moskou een opstand onder regeringstroepen en haalde grote eenheden over zich aan te sluiten bij de revolutionairen. Na de revolutie was hij enige tijd commandant van het militaire district Moskou, later inspecteur van het Rode Leger en plaatsvervangend Volkscommissaris van Landbouw.
Als hechte vriend van Leon Trotski (“Moeralov is zo onverschrokken als hij vriendelijk is”, schreef deze over hem) was hij in 1923 een van de oprichters van de Linkse Oppositie. Tijdens het vijftiende partijcongres in 1927 nam hij het vurig voor Trotski op, maar na Trotski's val werd hij nog in hetzelfde jaar verbannen naar Siberië. Moeralov was een der weinigen die weigerden een spijtbetuiging uit te spreken. Hij keerde pas weer terug naar Europees Rusland nadat hij in 1936 opnieuw werd gearresteerd vanwege vermeend lidmaatschap van een terroristische Trotskistische organisatie. Tijdens het tweede Moskouse showproces in 1937 werd hij op basis van deze gefingeerde beschuldigingen ter dood veroordeeld en direct daarna geëxecuteerd. Acht maanden lang had hij zich hevig verzet alvorens een bekentenis te ondertekenen.
In 1986 werd hij gerehabiliteerd.